# San José (Choluteca)
San José é uma cidade hondurenha do departamento de Choluteca.